# Thierry Bourguignon
Thierry Bourguignon nacido en La Mure el 19 de diciembre de 1962 es un exciclista francés que fue profesional de 1990 a 2000. 

## Palmarés
1990
- 1 etapa del Tour de Vaucluse

1993
- Tour de Vaucluse

1995
- 1 etapa del Gran Premio de Midi Libre

## Resultados en las Grandes Vueltas y Campeonatos del Mundo
| Carrera         | 1990 | 1991 | 1992 | 1993 | 1994 | 1995 | 1996 | 1997 | 1998 | 1999 | 2000 |
| --------------- | ---- | ---- | ---- | ---- | ---- | ---- | ---- | ---- | ---- | ---- | ---- |
| Giro de Italia  | -    | -    | -    | 25.º | Ab.  | -    | -    | -    | -    | -    | -    |
| Tour de Francia | -    | 25.º | 29.º | 36.º | -    | -    | 62.º | 28.º | 26.º | 48.º | -    |
| Vuelta a España | 37.º | -    | -    | -    | -    | -    | -    | -    | -    | -    | -    |
| Mundial en Ruta | -    | -    | -    | -    | -    | -    | -    | -    | -    | -    | -    |

-: no participa

Ab.: abandono